# 陳幼良
陳幼良（1565年—1624年），號宇初，江西德化人，明朝政治人物。

## 生平
萬曆十九年（1591年）辛卯科江西鄉試第一名舉人。萬曆二十年（1592年）聯捷壬辰科第三甲第二百二十三名進士。授金華府推官。

## 家族
曾祖陳仕許，贈承德郎、通判；祖陳守義，金華府同知；父陳于時，儒學訓導。